# 贾洛利丁·马沙里波夫
贾洛利丁·马沙里波夫（1993年9月1日—）是烏茲別克足球运动员，司职中场。烏茲別克國家足球隊成员。

## 荣誉

### 俱乐部
塔什干棉农
- 烏茲別克超級足球聯賽：2014、2015、2019、2020
- 乌兹别克斯坦联赛杯：2019
- 烏茲別克盃：2019、2020

塔什干火车头
- 烏茲別克超級足球聯賽：2017
- 烏茲別克盃：2017

沙比阿爾阿里
- 阿聯酋總統盃：2020–21
- 阿聯酋联赛盃：2020–21